# Jože Kotar
Za glasbenika glej Jože Kotar (klarinetist).

Jože Kotar, slovenski slikar, * 23. marec 1952,  Novo mesto. 
Slikarstvo je študiral v Parizu pri prof. Jaro Hilbertu na Ville d'Avray ob reki Seni v Parizu. Za svoja dela je prejel številne zahvale, priznanja in  nagrade. Ima status samostojnega likovnega ustvarjalca.

## Nagrade
- 1979 II. nagrada Ex Tempore Labod, I. nagrada Saborska zastava Kosovska Mitrovica
- 1981 II. nagrada Ex Tempore Labod, odkupna nagrada mednarodni Ex Tempore Piran
- 1982 II. nagrada Ex Tempore Labod, II. nagrada Ex Tempore Krško,Priznanje za animacijo mladih Dolenjske Toplice
- 1983 odkupna nagrada mednarodni Ex Tempore Opatija, diploma Ex tempore Labod
- 1985 odkupna nagrada mednarodni Ex Tempore Labod
- 1986 Velika odkupna nagrada mednaroni Ex Tempore Rogaška Slatina, II. nagrada Ex Tempore Brestanica, odkupna nagrada strokovne žirije mednarodni Ex Tempore Piran
- 1987 III. nagrada mednarodni Ex Tempore Labod, odkupna nagrada mednarodni Ex Tempore Rogaška Slatina, odkupna nagrada mednarodni Ex Tempore Piran
- 1988 odkupna nagrada mednarodni Ex Tempore Labod, velika odkupna nagrada  strokovne žirije mednarodni Ex Tempore Piran, II. nagrada Ex Tempore Škofja Loka, velika odkupna nagrada strokovne žirije Rogaška Slatina
- 1989 odkupna nagrada srokovne žirije mednarodni Ex Tempore Piran, velika odkupna nagrada strokovne žirije mednarodni Ex Tempore Piran, odkupna nagrada mednarodni Ex Tempore Rogaška Slatina
- 1990 odkupna nagrada mednarodni Ex Tempore Rogaška Slatina, odkupna nagrada strokovne žirije mednarodni Ex Tempore Piran
- 1991 odkupna nagrada strokovne žirije mednarodni Ex Tempore Piran, plaketa Brigade 22, Novo mesto
- 1992 odkupna nagrada likovne delavnice Krka, nagrada mednarodi Ex Tempore Dobrna
- 1993 velika odkupna nagrada strokovne žirije mednarodni Ex Tempore Piran
- 1994 odkupna nagrada Stadt Stadtgalerie Villach
- 1995 odkupna nagrada strokovne žirije mednarodni Ex Tempore Piran
- 1997 velika odkupna nagrada strokovne žirije mednarodni Ex Tempore Piran
- 1997 Trdinova nagrada mestne občine Novo mesto, za dosežke v slikarstvu
- 2000 odkupna nagrada mednarodni Ex Tempore [Piran]
- 2010 velika odkupna nagrada strokovne žirije mednarodni Ex Tempore Piran
- 2011 I. velika odkupna nagrada strokovne žirije, mednarodni Ex Tempore Piran
- 2012 Premio Arte COSEANO diploma strokovne žirije, mednarodni Ex Tempore Coseano, Italija
- 2013 Premio Arte COSEANO diploma strokovne žirije, mednarodni Ex Tempore Coseano, Italija
- 2015 Odkupna nagrada mednarodni Ex Tempore Piran

## Monografija
- Jože Kotar, Založba Pigmalion, Postojna, 2000 (COBISS)